# LuxGovSat
LuxGovSat est une coentreprise détenue à part égales entre l'État luxembourgeois et SES.

## Histoire
La société est créée le 12 février 2015 dans le but d'exploiter le satellite SES-16 (en) mis en orbite le 31 janvier 2018. Elle enregistre un chiffre d'affaires de 17,5 millions d'euros pour l'année 2018. 

### GovSat-1 / SES-16
Ce satellite multifonctions permet d'établir, entre autres, des communications partout sur la planète. D'un point de vue gouvernemental, il s'agit d'un effort pour satisfaire aux obligations internationales en matière de défense de l'Europe vis-à-vis de l'OTAN.